# ОПЭ1А
ОПЭ1А (Однофазный, Промышленный Электровоз, тип 1-й Автономный) — тяговый агрегат, состоящий из промышленного электровоза, дизельной секции автономного питания и одного моторного думпкара. Предназначен для работы на железных дорогах открытых горных разработок, электрифицированных на однофазном переменном токе промышленной частоты 50 Гц при напряжении в контактной сети 10 кВ, с возможностью автономной работы с пониженной мощностью на неэлектрифицированных участках. Тяговый агрегат выполнен на базе тягового агрегата ОПЭ2, от которого отличается наличием моторной дизельной секции вместо одного из думпкаров.
Тяговые агрегаты ОПЭ1А выпускались Днепропетровским электровозостроительным заводом с 1973 по 1988 годы; начиная с 1988 года по настоящее время завод выпускает модернизированную версию ОПЭ1АМ. Впоследствии заводом также выпускались агрегаты, состоящие из электровоза и двух моторных думпкаров, аналогичные ОПЭ2. Всего было выпущено более 300 тяговых агрегатов, которые поступили на карьеры различных горно-обогатительных комбинатов России (Карельский окатыш, Качканарский ГОК, Коршуновский ГОК, Лебединский ГОК, Стойленский ГОК, Михайловский ГОК), Украины (Докучаевский флюсо-доломитный комбинат, Ингулецкий ГОК, Полтавский ГОК, Северный ГОК) и Казахстана (Соколовско-Сарбайское ГПО).

## Общая информация

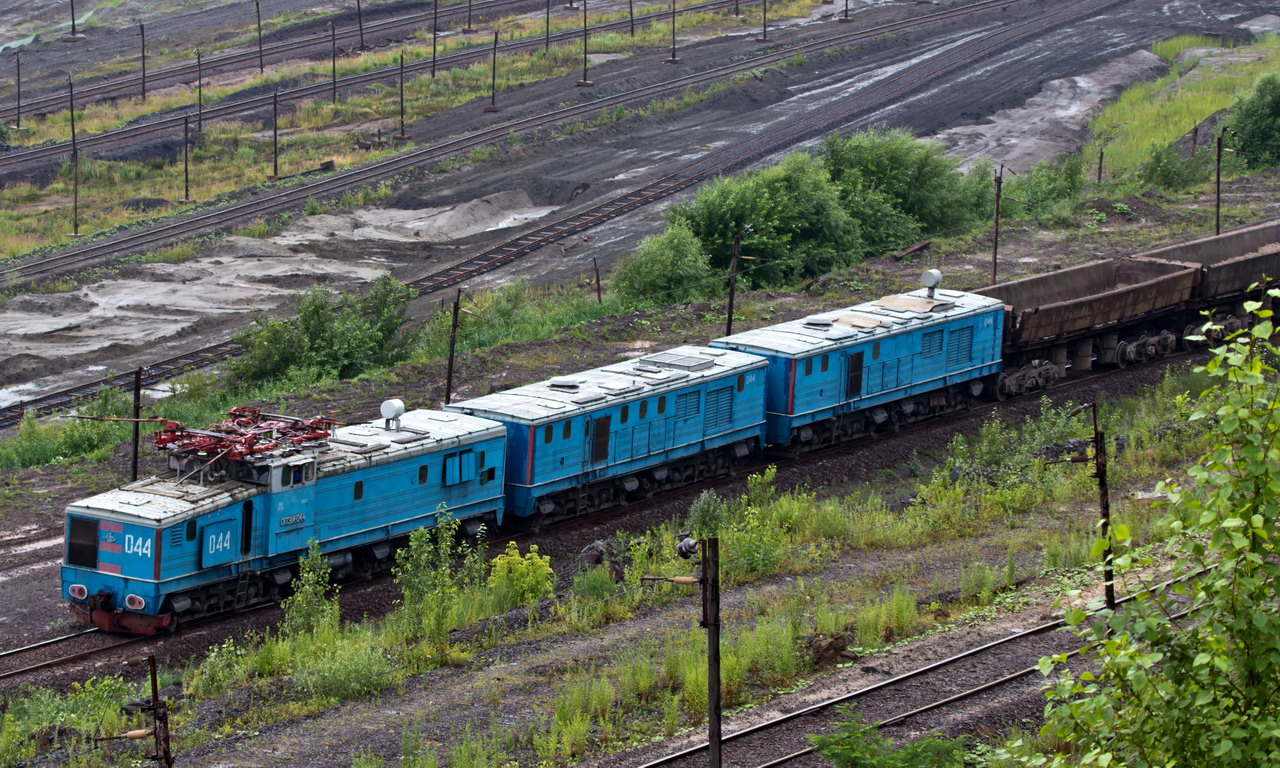
ОПЭ1А-044 с двумя дизельными секциями

Тяговый агрегат базовой составности формируется из электровоза управления, моторной дизельной секции автономного питания и одного моторного думпкара по схеме электровоз+дизельная секция+думпкар. При необходимости электровоз управления может эксплуатироваться как в одиночку, так и с одной или двумя дизельными секциями либо одним или двумя думпкарами. Электровоз управления аналогичен электровозу тягового агрегата ОПЭ2, но имеет отличия, связанные с управлением автономной секцией. Думпкары унифицированы с моторными думпкарами тяговых агрегатов ОПЭ2, а также агрегатов ПЭ2М постоянного тока.
Основные параметры для тягового агрегата ОПЭ1А, состоящего из электровоза управления, дизельной секции и одного моторного думпкара:
- сцепная масса — 372±11 т, в том числе:
  - масса электровоза — 124±3,6 т
  - масса дизельной секции — 124±3,7 т
  - масса гружёного думпкара — 124±3,7 т
  - масса порожнего думпкара — 79±3,7 т
- длина по осям автосцепок — 50362 мм, в том числе:
  - длина электровоза — 19032 мм
  - длина дизельной секции — 15500 мм
  - длина думпкара — 15830 мм
- ширина — 3280 мм
- напряжение и род тока — 10 кВ переменного тока частоты 50 Гц
- мощность дизеля — 1500 л.с.
- общая часовая мощность ТЭД — 5325 кВт;
- конструкционная скорость — 65 км/ч;
- нагрузка на ось — 31 тс;
- минимальный радиус проходимых кривых — 80 м.

## Конструкция

### Механическое оборудование

#### Кузов
Кузов электровоза управления тяговых агрегатов ОПЭ1А полностью аналогичен ОПЭ2 сконструирован на основе кузова электровозов тяговых агрегатов постоянного тока серий ПЭ2 и ПЭ2М с незначительными отличиями, обусловленными внешней формой, размерами и бо́льшим весом электрического оборудования. Кузов дизельной секции по высоте аналогичен заднему капоту электровоза. Кузов имеет раму, состоящую из двух продольных балок, связанных между собой двумя шкворневыми балками, буферными брусьями, подкабинными балками и балками для установки оборудования. Кабина машиниста двухсторонняя будочного типа, расположена асимметрично в средней части кузова ближе к передней стороне электровоза и сделана шире капотных частей кузова. Кузов опирается на две двухосные тележки через центральные плоские опоры, а со стороны буферных брусьев — через боковые опоры с резиновыми конусами (четыре на электровоз).

#### Тележки
Тележки тягового агрегата унифицированы с тележками агрегатов ОПЭ2, ПЭ2 и ПЭ2М. К буксам бесчелюстного типа подвешены балансиры, на которые через цилиндрические пружины опирается с одной стороны рама тележки, а с другой — листовая рессора-балансир. Рама тележки опирается также на средние части рессор-балансиров. Зубчатая передача от тяговых электродвигателей двусторонняя, жесткая, косозубая; передаточное число составляет 91:17 = 5,353. Диаметр колес составляет 1250 мм. Каждая тележка имеет по два тормозных цилиндра диаметром 10 дюймов. Цилиндр действует на четыре колодки одной стороны тележки (нажатие колодок на колеса двустороннее). Тележка оборудована также двумя рельсовыми электромагнитными тормозами, башмаки которых опускаются при экстренном торможении под действием поршней пневматических цилиндров.

### Электрооборудование
Вся основная электрическая аппаратура расположена внутри кузова под капотами электровоза управления, преимущественно под большим капотом в задней части электровоза.

#### Крышевое оборудование
На крыше кабины электровоза расположены токоприёмники двух типов — основные пантографные ТЛ-14М для токосъёма с верхнего контактного провода и боковые ТБ-2М для токосъёма с бокового провода в местах погрузки. Опорные изоляторы токоприёмников частично расположены над капотами. Рабочая высота основного токоприёмника от уровня головки рельса — 5500—7000 мм, бокового — 4500—5300 мм; рабочая ширина бокового от оси пути — 3200—4000 мм. На большом капоте над трансформатором установлен однополюсный воздушный выключатель типа ВОВ-10/1000, используемый как главный выключатель для оперативных и аварийных отключений электрооборудования агрегата.

#### Преобразователи энергии
На электровозе установлен трансформатор ОДЦЭ-8000/10 массой 9000 кг и номинальной мощностью 7338 киловольт-ампер. Две тяговые обмотки, каждая из которых разделена на четыре секции, рассчитаны на номинальное напряжение 1900 В, обмотки собственных нужд — на напряжения 250, 400 и 625 В. Для бестокового переключения вторичной обмотки силового трансформатора служит расположенный над ним главный контроллер ЭКГ-21Д. Две выпрямительно-преобразовательные установки ВПБ-6000-У2 с диодами В2-320 и тиристорами Т2-320 позволяют плавно менять выпрямленное напряжение с помощью блока управления БУ39Д. Плавное тиристорное регулирование напряжение в пределах каждой из четырёх зон осуществляется путём изменения угла открытия тиристоров, включенных в расщеплённые плечи мостов выпрямительно-преобразовательной установки. Прямой и обратный переходы между зонами производятся при бестоковой коммутации контактов главного контроллера. На электровозе предусмотрен также автоматический переход на самовозбуждение при аварийном снятии питающего напряжения.

#### Тяговые электродвигатели
На электровозе, дизельной секции и моторных думпкарах установлены такие же, как на агрегатах ОПЭ2 и ПЭ2М, четырехполюсные тяговые электродвигатели ДТ-9Н, которые, помимо добавочных полюсов, имеют компенсационные обмотки. Обмотки полюсов тяговых электродвигателей имеют изоляцию класса F, обмотки якоря и компенсационная — класса В. Масса электродвигателя 4600 кг, расход охлаждающего воздуха 95 м³/мин. Так как на агрегатах ОПЭ1А и ОПЭ2 эти двигатели работают на пульсирующем токе и с возбуждением 98%, их параметры несколько изменились по сравнению с ПЭ2М. При напряжении на зажимах 1500 В в часовом режиме мощность электродвигателя составляет 455 кВт при токе 330 ампер и частоте вращения 665 оборотов в минуту; в продолжительном — 418 кВт при токе 300 ампер и частоте 685 об/мин.

#### Электрическое торможение
На тяговых агрегатах ОПЭ1А применяется наряду с магниторельсовым применяется реостатное торможение, для гашения энергии при реостатном торможении устанавливается блок тормозных резисторов БТР-170Д, который максимально унифицирован с устанавливаемом на тяговых агрегатах постоянного тока ПЭ2М блоком пуско-тормозных резисторов БПРТ-200Д и отличается от него количеством секций. Поскольку на электровозах переменного тока существует возможность бестокового регулирования напряжения на тяговых электродвигателях за счёт переключения обмоток трансформатора, по сравнению с электровозами постоянного тока ПЭ2 резисторы в качестве пусковых не используются. Регулирование тока возбуждения осуществляется плавно от выпрямительно-преобразовательной установки в пределах первой зоны аналогично тяговому режиму, при этом обмотки возбуждения всех электродвигателей соединены последовательно, а обмотки якорей включены на индивидуальные нерегулируемые резисторы.

#### Вспомогательные машины
На электровозе тягового агрегата ОПЭ1А установлены два мотор-компрессора, четыре мотор-вентилятора для охлаждения тормозных резисторов и шесть мотор-вентиляторов для охлаждения тяговых электродвигателей. Один мотор-компрессор также имеется на дизельной секции. Мотор-компрессор состоит из электродвигателя пульсирующего тока ДТ-53 (мощность — 50 кВт, напряжение — 550 В, ток — 105 А, частота вращения — 800 об/мин) и компрессора КТ-6Эл. Вентиляторы охлаждения тормозных резисторов приводятся электродвигателями пульсирующего тока ЭТВ-20М2, как и на тяговых агрегатах ПЭ2; вентиляторы тяговых электродвигателей — асинхронными трехфазными электродвигателями АЭ-92-4, используемыми также на тяговых агрегатах ОПЭ1 и некоторых магистральных электровозах переменного тока.

#### Управление
Управление тяговым агрегатом осуществляется из кабины машиниста электровоза управления. Электрические схемы тягового агрегата позволяют в необходимых случаях электровозу управления работать самостоятельно или с одним моторным думпкаром. Для управления электровозом служит контроллер машиниста КМЭ-8Д с главным и реверсивным переключателями. Главный переключатель, приводимый штурвалом на пульте машиниста, имеет девять фиксированных позиций от 0 до 8, соответствующих началу или концу одной из четырёх зон регулирования напряжения. При повороте штурвала от начала к концу зоны напряжение на тяговых электродвигателях плавно увеличивается.

### Дизель-генератор
На дизельной секции автономного питания установлен дизельный двигатель ЗА-6Д49 (8ЧН 26/26) номинальной мощностью 1103 кВт (1500 л.с.). Дизель приводит во вращение генератор постоянного тока ГП-319А номинальной мощностью 955 кВт (ток — 1845/1100 А, напряжение — 516/870 В, номинальная частота вращения — 1000 об/мин), возбудитель В-600А (10,8 кВт, 120 В, 90 А, 2030 об/мин) для питания обмотки возбуждения ГП-319А и вспомогательный генератор ГП-405 (15 кВт, 75 В, 136 А, 700/2030 об/мин), который питает цепи управления, освещения и заряжает аккумуляторную батарею 32ТН-450. В автономном режиме тяговый агрегат при пуске до скорости 7,2 км/ч развивает силу тяги 373 кН (38 тс), при скорости 20 км/ч — 147 кН (15 тс).